# قفقاز شمالی

نقشه منطقه اقتصادی قفقاز شمالی امروزی (رایون)

قفقاز شمالی، بخش شمالی سرزمین قفقاز است. قفقاز ناحیه‌ای میان دریای خزر و دریای سیاه است و به دو نیمه قفقاز شمالی و قفقاز جنوبی تقسیم می شود.
ناحیه فدرالی قفقاز شمالی یکی از ۸ ناحیه فدرال کشور روسیه است. این ناحیه فدرال در تاریخ ۱۹ ژانویه ۲۰۱۰ میلادی از ناحیه فدرالی جنوبی جدا شد و به یک ناحیه فدرال مستقل تبدیل شد.
این ناحیه فدرال شامل هفت واحد فدرال است که عبارت‌اند از: جمهوری داغستان، جمهوری چچن، جمهوری اینگوشتیا، جمهوری اوستیای شمالی-آلانیا، جمهوری کاباردینو-بالکاریا، جمهوری قره‌چای و چرکس و سرزمین استاوروپول.
جمهوری داغستان که در قسمت جنوب خاوری قفقاز شمالی واقع شده‌است؛ مورد ادعای حکومت قاجاریه بود. فتحعلی شاه قاجار طی جنگهای ایران و روس که در ابتدای قرن نوزدهم رخ داد و باعث شکست ایران شد ادعای خود را از این منطقه پس گرفت و همچنین تمام قلمروهای خود در قفقاز جنوبی را به روسیه تزاری واگذار نمود.

## جغرافیا
قفقاز شمالی را می‌توان به سه ناحیه جغرافیایی تقسیم کرد. ناحیه نخست، داغستان است. داغستان در شرق و در امتداد کرانه‌های خزر کشیده شده و نیمه جنوبی آن پوشیده از کوه است، در حالی که نیمه شمالی آن را جلگه پست نوغای دربر گرفته‌است.
ناحیه دوم که در زبان روسی به آن «کوهستان» می‌گویند، از دامنه‌های شمالی کوه‌های بزرگ قفقاز به سمت دشت پهناور کشیده شده و از شاخابه‌های رود تِرِک آبیاری می‌شود. این ناحیه دارای پنج واحد فدرال است. این پنج واحد عبارت‌اند از جمهوری چچن، جمهوری اینگوشتیا، جمهوری اوستیای شمالی-آلانیا، جمهوری کاباردینو-بالکاریا و جمهوری قره‌چای و چرکس.
سومین ناحیه اراضی کم‌ارتفاع غربی و شمالی قفقاز شمالی است که رودخانه کوبان آن را آبیاری می‌کند و از سرزمین روس‌نشین استاوروپل و کراسنودار روسیه تشکیل شده‌است.

## دین
اسلام در چند مرحله و از چند سوی جغرافیایی در بین اقوام ساکن در قفقاز ترویج شد. گروهی از طوایف بخش شرقی قفقاز (اران و شروان و داغستان) در همان سده‌های نخستین هجری، در اثر فتوحات عرب، اسلام آوردند. اقوام کنونی درغه و طبرسران و قموق اولین مسلمانان داغستان به‌شمار می‌آیند. رواج کامل اسلام (اکثراً شافعی مذهب) در داغستان تا قرن شانزدهم م. به طول انجامید. در اران و شروان نیز اسلام به آهستگی شیوع می‌یافت و تا گرایش عمومی به تشیع در عهد صفوی، مسیحیت هنوز از صحنه خارج نشده بود.
در طی قرن‌های هفدهم تا نوزدهم مذهب حنفی از جانب شمال، ابتدا از دشت قپچاق و حوضه رود ولگا و سپس به وسیله تاتارهای شبه جزیره قریم (به نیت مقابله با پیشروی روسیه) به «کوهستان» و چرکسستان قفقاز شمالی راه یافت و به گرایش عمومی نوغاها و ابازها و قره‌چای‌ها و بالکارها و ادغه‌ها به اسلام منجر گردید. چرکس‌ها و بویژه کاباردها (و به تاسی از آنها آس‌های دیگوری) آخرین اقوام قفقازی‌اند که اسلام آوردند. چچن‌ها از قرن شانزدهم به بعد دین اسلام را از داغستانیان اخذ کردند و به اینگوش‌ها منتقل نمودند.
از جانب جنوب غربی نیز اسلام به وسیله عثمانیان با همان انگیزه دفع تسلط روسیه در میان گرجی‌ها و ابخازی‌ها، که مانند گرجی‌ها از قدیم مسیحی بودند، و نیز ادغه‌ها (آدیغه‌ها) ترویج گردید. اکثریت قاطع گرجی‌های مسلمان در جمهوری خودمختار آجارستان ساکن‌اند و خود را گرجی می‌دانند.
در هر حال باید گفت که ترویج اسلام در قفقاز شمالی تا یک قرن پیش هنوز استمرار داشت و تنها در سده نوزدهم آرایش مذهبی کنونی این منطقه شکل نهایی گرفت. باید افزود که روس‌ها در دوره تسلط بر قفقاز اصولاً در تغییر دین قفقازیان
اصراری نداشتند.